# Všestudy (district de Chomutov)
Pour les articles homonymes, voir Všestudy.
Všestudy (en allemand : Schößl) est une commune du district de Chomutov, dans la région d'Ústí nad Labem, en République tchèque. Sa population s'élevait à 191 habitants en 2021.

## Géographie
Všestudy se trouve à 7 km au sud-est de Chomutov, à 50 km au sud-ouest d'Ústí nad Labem et à 80 km au nord-ouest de Prague.
La commune est limitée par Strupčice au nord et à l'est, par Bílence au sud, par Údlice au sud et au sud-ouest, et par Pesvice au nord-ouest.

## Histoire
La première mention écrite du village de Všestudy remonte à 1325.

## Transports
Par la route, Všestudy se trouve à 9 km de Chomutov, à 57 km d'Ústí nad Labem et à 102 km de Prague.